# Declaración de Doha
Adoptada por la OMC en su Conferencia Ministerial en Doha (Catar) el 14 de noviembre de 2001. Entre otras, esta declaración reafirma la flexibilidad que deben seguir sus miembros en aspectos de propiedad intelectual en la cuestión de las patentes en favor de la sanidad para permitir el acceso de los países en desarrollo la producción de fármacos asequibles.

## Enlaces
- Los ADPIC y la salud pública - OMC
- Texto de la Declaración de Doha
- Explicación de la OMC sobre la declaración

- Datos: Q844801